# Academia Charles Cros
A Academia Charles Cros (em francês Académie Charles-Cros) é uma organização francesa com sede em Paris que atua como mediador entre o Governa da França e a indústria cultural do país. É o equivalente francês da organização norte-america National Academy of Recording Arts and Sciences conhecida pelo seu prêmio Grammy Award.

## História
Fundada em 1947 por um grupo de críticos e especialistas musicais, a academia é composta por 50 membros da crítica musical, indústria da música e cultura. O nome da academia homenagea o poeta e inventor francês Charles Cros (1842-1888). Desde 1948 a academia entrega anualmente o prêmio Grand Prix du Disque condecorando feitos notáveis na música.